# Intermot
L'Intermot (chiamato anche INTERMOT Cologne) è la seconda più importante rassegna espositiva mondiale di riferimento per le due ruote a motore.
Si svolge con cadenza biennale. La prima edizione occorsa dal 1998 al 2004 ai è svolta a Monaco di Baviera; in seguito è stata spostata a Colonia. Dal 2006 si è trasferita alla Koelnmesse di Colonia.
L'ultima edizione dell'Intermot si è svolto dal 3 al 7 ottobre 2018. A causa della pandemia di COVID-19, la fiera che avrebbe dovuto svolgersi nel 2020, è stata annullata.